# 20 - Grandes éxitos
20 - Grandes éxitos es el tercer álbum recopilatorio de la cantante y compositora italiana Laura Pausini, publicado el 12 de noviembre de 2013 por el sello discográfico Atlantic Records. Éste es el disco que celebra los 20 años de carrera musical de Pausini.
Fue en mayo de 2013 cuando Pausini anunció a través de su cuenta de Facebook, que dio una entrevista con la revista italiana Tv sorrisi e canzoni Tv, donde por primera vez se anunció que lanzará un álbum de grandes éxitos en noviembre que recopilara todos sus éxitos.
El 10 de septiembre de 2013 se publicó el primer sencillo del álbum titulado «Limpio», (en italiano: «Limpido»), a dúo con la cantante australiana Kylie Minogue. Dicho sencillo A tan solo unas horas del lanzamiento de «Limpido» en forma digital, en los sitios digitales, iTunes y Amazon lograron rápidamente llegar a la posición número uno en Italia. El sencillo logró certificar disco de oro en dicho país, vendiendo más de 15 000 copias.
Como segundo sencillo se publicó «Se non te», y logró ingresar en la posición número uno en la plataforma de Internet, iTunes. Mientras que en el Top Digital Download, logra un top 10 en la posición número ocho. Pausini para la promoción del álbum decidió embarcarse en una gira mundial titulada The Greatest Hits World Tour, en la que hay treinta y cuatro fechas en diferentes países de Hispanoamérica y Europa, recientemente Pausini confirma más fechas en Italia y Estados Unidos y por primera vez se presentará en Australia y Rusia.
Todos los conciertos realizados durante la primera etapa del tour en Italia agotaron sus entradas, logrando reunir a más de 100 000 personas. En la segunda etapa de la gira, todos los conciertos realizados en Francia, Bélgica, España y Suiza logra también agotaron sus localidades. Pausini sigue su gira en Brasil con dos fechas agotadas en más de un mes, y en Argentina logra ser también lleno absoluto con una semana de anticipación. Pausini se presentó en el Festival de Viña del 2014, en Chile, siendo la estrella de la noche ya qué logra tener una audiencia de 44 puntos y logra ser la noche más vista, superando también la noche de Ricky Martin qué obtuvo un promedio de cuarenta y un puntos. Pausini logró coronarse cómo la reina del festival llevándose todos los premios, las Antorchas y Gaviotas de Plata y de Oro. El 22 de mayo del 2014, Warner Music Australia pública 20 - The Greatest Hits para Australia, y el 26 de mayo del 2014, se pública «Surrender - new versión» como primer sencillo del álbum para dicho país.

## Antecedentes
Después de publicar su último álbum de estudio en el año 2011, Inédito, Pausini regresa a la música esta vez con un nuevo disco recopilatorio. El disco contiene versiones nuevas de sus canciones anteriores y versiones nuevas así como con su último álbum recopilatorio y tres temas inéditos.
Pausini grabó un dúo con el cantante americano Josh Groban, con la canción «E ti prometterò», se desprende de su último trabajo discográfico, el cual es titulado All that Echoes, el cual debutó número uno en Billboard 200 en los Estados Unidos, con ventas superiores a 145 000.
Antes de ser anunciado oficialmente el nuevo álbum, anticipando el regreso de Pausini a la escena musical, realiza un "medley" de «La soledad» en febrero, regrabadas en idioma español, inglés e italiano. La canción solo fue lanzada en formato digital en la tienda iTunes.
El 1 de junio de 2013, Pausini vuelve a un escenario para cantar en vivo, participó en una nueva edición del concierto Chime for Change, un concierto benéfico, cuyos fondos son donados para ayudar a niños, niñas y mujeres del mundo.
Este concierto corrió a cargo de la cantante estadounidense Beyoncé, quien fue la encargada de invitar a los cantantes que allí se presentaron. El concierto, fue realizado en el Twickenham Stadium de Londres, Inglaterra, ante una multitud de más de 50 000 espectadores. También se presentaron a cantar estrellas como Madonna, Jennifer Lopez, Rita Ora, Florence and The Machine entre otros cantantes reconocidos a nivel mundial. Pausini interpretó dos canciones, las cuales fueron «Io canto» e «It's Not Goodbye».
Antes de presentarse oficialmente al concierto en Londres, Pausini anunció a través de su página en Facebook, que dio una entrevista a la revista italiana Tv sorrisi e canzoni Tv, donde anunció por primera vez, que lanzará un álbum recopilatorio en noviembre con todos sus éxitos.
Laura grabó junto a la cantante cubano-estadounidense Gloria Estefan, el tema «Sonríe/Smile/Sorridi» de Charles Chaplin. La cual salió a la luz el día 10 de septiembre de 2013.
El día 23 de septiembre, Pausini a través de su cuenta en Instagram pública la portada del 20 - The Greatest Hits. 
Pausini se inspiró en Bianca Jagger para su nueva portada. Al principio los fanes de Pausini y los medios se confundieron, primero se pensaba que la portada del disco estaba inspirada por el cantante estadounidense Michael Jackson, hasta que Pausini lo desmintió y aseguró que la portada estaba inspirada por Jagger.
El encargado de vestir a Pausini fue su compatriota, el diseñador Giorgio Armani.

## Promoción

### World Tour: Primera y segunda etapa por Italia y Europa
Para la promoción del álbum Pausini concede una entrevista a la revista Tv sorrisi e canzoni Tv, donde da a luz que lanzará un nuevo álbum.
Más adelante tanto en la web oficial de Pausini y su página oficial de Facebook revela las nuevas fechas del The Greatest Hits World Tour, con el fin de complacer a sus fanes alrededor del mundo, y como fin de promocionar el 20 – The Greatest Hits.
La gira mundial comenzó el 5 de diciembre de 2013 en Pesaro (Italia) titulada Fecha Zero. Del 8 al 11 de diciembre siguió la gira por PalaLottomatica. Del 16 al 19 de diciembre continuó la gira en el Mediolanum Forum.
La gira continua en el 2014, por el resto de Europa, esta vez se presentó en París (Francia), el 1 de febrero de 2014. En el Forest National en Bruselas (Bélgica). El 5 y 6 de febrero de 2014 se presentó en el Arena GENF y Hallenstadion en Ginebra y Zúrich en Suiza respectivamente. Como concierto final Pausini se presentó en Madrid (España) el 8 de febrero en el Palacio de los Deportes de la Comunidad de Madrid. Así terminó su recorrido por Europa. Los conciertos realizados en las dos etapas del tour fueron un éxito, siendo sold-out.

### Tercera y cuarta etapa: Iberoamérica y Norteamérica
Después de un breve descanso, el 19 de febrero de 2014, comenzó su gira por América Latina, con dos fechas en el Credicard Hall en São Paulo (Brasil), el día 19 y 20 de febrero. Los dos conciertos realizados en dicho lugar fueron lleno absoluto, y de acuerdo con la revista norteamericana Billboard fue una de las fechas más recaudadas en el mundo, con $706 290 dólares en ingresos.
El recorrido continuó por Hispanoamérica el 22 de febrero en el Luna Park, en Buenos Aires (Argentina).
El 24 de febrero se presentó en el Festival Internacional de la Canción de Viña del Mar en Chile, 16 años después de su última visita a la Quinta Vergara. El día siguiente se presentó en el Movistar Arena en Santiago (Chile).
Como último concierto en Hispanoamérica, Pausini brindó un espectáculo en el Arena Ciudad de México el 28 de febrero de 2014.
Finalmente las últimas tres fechas fueron en América del Norte. El 2 de marzo de 2014, Pausini se presentó en el James L. Knigth Center en Miami (Estados Unidos). El último concierto en Estados Unidos fue en el Madison Square Garden en Nueva York, en este evento contó con una asistencia del 96% vendiendo 4 767 de 4 955, y logró recaudar 505 132 dólares en ingresos. 
El último concierto del The Greatest Hits Tour fue en el Casino Rama (Canadá) el 9 de marzo de 2014. Todos los conciertos realizados a excepción de la Arena Ciudad de México fueron lleno total. En México el evento contó con una recepción favorable de más de 18 000 personas de las 20 000 localidades disponibles.

### Quinta y última etapa
El 24 de febrero de 2014, Pausini confirmó más fechas del tour debido a su éxito en los países dónde se presentó, añadió más fechas en: Italia, Estados Unidos y México, y por primera vez añade fechas para Australia y Rusia.

### Gira promocional por América y Europa
| “Los seres humanos somos todos iguales. Es uno de los valores que he aprendido viajando. Vi personas de diferentes colores, mexicanos, chinos, homosexuales, transexuales, heterosexuales... Todos son idénticos y mi manera de amarlos. No me gusta el machismo, ni el feminismo. La crítica que recibo llega de un ser humano, no de un sexo o una actitud. Es lo que Dios me ha enseñado”. |

Laura realizó promoción por la región de América.
El 25 de octubre de 2013, Pausini fue invitada a Puerto Rico, para presentarse en el concierto de Noche de estrellas, evento organizado por la Radio Fidelity. Pausini interpretó cinco canciones en vivo, las cuales fueron: «En cambio no», «Limpio», «Primavera anticipada (It Is My Song)», «Víveme» y «Cómo si no nos hubiéramos amado».
Laura Pausini fue la quinta estrella en formar parte de la noche, quien con su voz provocó a la audiencia, que la aplaudió y la vitoreó desde que entró a cantar «Limpio» y «En cambio no», la cual le dedicó a su “amiga”, la animadora Laura Rosado, a quien llamó por teléfono para la dedicatoria.

«"Muchas gracias, buonasera Puerto Rico. Estoy encantada de estar una vez más en Fidelity con Fidelity y con todo mis fieles de esta radio que amo muchísimo. Me encanta estar aquí con mi público Puerto Rico. Estoy feliz de estar aquí…"»
Palabras de Laura Pausini durante el concierto en Puerto Rico

En el concierto también asistieron cantantes cómo: Alejandra Guzmán, Álex Ubago, Samo, Natalia Jiménez y David Bisbal.
Por otra parte, Pausini realizó una gira promocional en Brasil, en programas televisivos como Domingo do Faustão, entre otros, al igual que en México, donde en Sábado gigante cantó «Limpio» y realizó diversas entrevistas.
El día 21 de noviembre, Pausini se presenta en los Grammy Latinos en las Vegas, Laura es una de las invitadas en honrar a la Persona del año, Miguel Bosé.
Laura interpretó «Te amaré», canción incluida en el disco 20 - Grandes éxitos, a dúo con Bosé.
En febrero, Pausini ofrece firma de autógrafos en España y México. En este primero se presentó en el Corte Inglés y en México se presentó en la tienda de discos Mixup.
El jueves 24 de abril Pausini se presentó en los Premios Billboard Latinos. Pausini cantó junto a su compatriota Andrea Bocelli el tema «Vive ya!». Los cantantes fueron criticados de forma «positiva», aludiendo que estos «Brillaron con luz propia».

## Resultado comercial

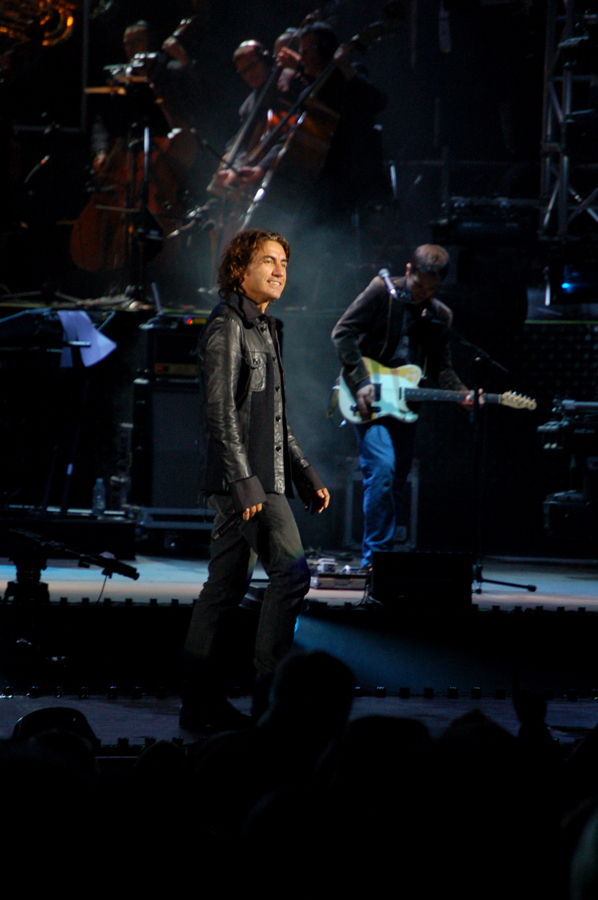
Mondovisione del cantante italiano Luciano Ligabue evitó que 20 - The Greatet Hits siguiera siendo número uno en Italia por tres semanas consecutivas. Bloqueando a Pausini y posicionando el 20 - The Greatest Hits en la casilla número dos.

20 - Grandes éxitos contó con una recepción comercial favorable en la mayor parte de América y en algunos países de Europa, también logra el primer puesto de la lista de ventas digitales de iTunes en veinticinco países. El álbum se posicionó como número uno en la región de Iberoamérica. Fue el top veinte de ventas en más de diez países. Durante sus primeros dos meses, vendió más de 200 000 copias en Europa.
En Italia, el álbum debutó en la primera posición del Classifiche Albums Top 100 —donde vendió 34 121 copias en su primera semana— y logra certificar disco de oro en su semana de estreno por parte de la Federación de la Industria Musical Italiana por superar la cifra de 30 000 copias. Además, le otorgó a la cantante su séptimo álbum en debutar en el número uno y el quinto de manera consecutiva. Durante su segunda semana, 20 - The Greatest Hits se mantuvo en la primera posición, y en sus dos primeras semanas logra acumular 58 197 copias vendidas. A la siguiente semana el álbum cayó a la posición número cuatro y se mantuvo en esa posición por dos semanas. En su quinta semana baja a la posición número cinco y en su sexta semana el álbum sube al puesto número tres. Una semana antes de terminar el 2013, 20 - The Greatest Hits había logrado vender 98 344 copias. Por sus altas ventas el álbum termina cómo el noveno álbum más vendido del 2013 en Italia y certificado como doble disco de platino por superar las 120 000 copias vendidas.
Durante las primeras tres semanas del 2014 el álbum se establece en la segunda posición de lo más vendido en Italia. El álbum se mantuvo durante veinte semanas seguidas en el top 20 de los álbumes más vendidos en Italia, al cumplir la semana veintiuno el álbum cae al puesto número veintidós. Y posteriormente se recupera y regresa a la posición diecisiete y dieciocho respectivamente. Tras la nueva etapa de su World Tour, el álbum sube del puesto veintidós a la casilla número doce y diez y actualmente se encuentra en la casilla número diecinueve. 20 - The Greatest Hits ha vendido hasta la fecha 170 000 copias en Italia, siendo certificado como triple disco de platino. En Suiza debutó en la octava posición de su lista semanal, a la semana siguiente el álbum se mantuvo en dicha posición. En su tercera semana baja a la posición número catorce y en su semana número cuatro, cinco, seis y siete 20 - The Greatest Hits se posicionó en el top treinta de lo más vendido en Suiza, luego de unas semanas de estar en el top de lo más vendido, el álbum en su semana trece sube a la posición número dieciséis en el Schweizer Hitparade Alben Top 100, a la semana siguiente se posiciona en la casilla veintiséis. Y posteriormente el álbum sufre su mayor caída en la semana quince y dieciséis en las posiciones setenta y dos, y ochenta y dos respectivamente. En el año 2013, con menos de dos meses a la venta recibió un disco de oro por parte de la Federación Internacional de la Industria Fonográfica en la región Suiza por rebasar las 7 500 copias vendidas.

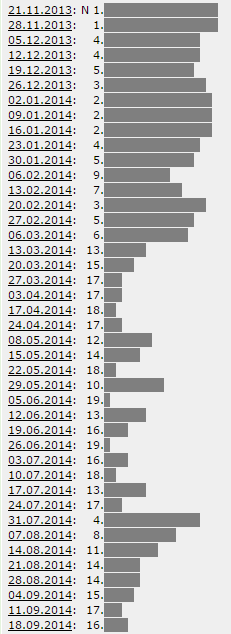
Trayectoria en el top 20 del 20 - The Greatest Hits en Italia

En la región valona de Bélgica 20 - The Greatest Hits debutó en la posición número veinte, en su siguiente semana mejoró su posición y sube a la casilla doce. Posteriormente cae a la posición número veintiuno y en su siguiente semana sube al puesto veinte. El álbum se mantiene en sus posteriores doce semanas en el top cincuenta de lo más vendido del Ultratop 200, en su semana diecisiete, el álbum cae al puesto número setenta, En total, el álbum se mantiene durante cuarenta y dos semanas en el Ultratop 200. Gracias a este álbum, Pausini se anota otro top 15 en ventas de esta región de Bélgica. Mientras que en la región flamenca logró la posición número treinta y nueve, y logra ser su cuarta mejor posición en dicha región, detrás de Laura Pausini que se posicionó como número uno, Laura que fue número tres, y Las cosas que vives que se posicionó en la casilla número cuatro. El álbum se mantuvo durante trece semanas en el Ultratop 200. En Croacia el álbum se posicionó como número dos en la lista semanal del Top 40 Stranih. Logrando así su mejor posición con un álbum en su carrera musical, también superando a Inédito que se posicionó en la casilla número diez. En Eslovenia 20 - The Greatest Hits se logra posicionar en su mejor posición en el número diez. En su semana de debut se posicionó en el número veintiséis en la lista de los treinta álbumes más vendidos en dicho país. A su siguiente semana sube al puesto diecinueve. posteriormente sube a la casilla quince. A su cuarta semana de estar a la venta el álbum se arraiga en la posición diez, teniendo su mejor desempeño hasta la fecha. Luego baja a la posición diecinueve, posteriormente sube al catorce, en su séptima semana baja a la casilla dieciocho y en su octava semana el álbum sube al puesto doce. Posteriormente el álbum cumple su semana número nueve en el Slo top 30 en la posición veintiuno. En Eslovenia, el Slo top 30 dejó de publicar sus listas semanales sobre los discos más vendidos, donde 20 - The Greatest Hits por última vez se le vio en la posición número dieciocho.
En la región de América. El álbum tuvo un desempeño favorable en algunos países. En Brasil el álbum debutó en la posición número dos en el top cinco de lo más vendido en la tienda más importante de ventas de discos en Brasil, Livraria Cultura. En marzo del 2014, Warner Music Brasil había comercializado más de 7 000 copias en dicho país. En México, el álbum debutó en la posición número diecinueve en la lista del top 20 en español. En su siguiente semana el álbum se posiciona como número veinte en la lista de los álbumes más vendidos en español. En la semana que abarca del 24 de febrero al 2 de marzo de 2014, 20 - Grandes éxitos logra su mejor posición en dicha lista posicionándose como número cuatro. En la siguiente el álbum se posiciona en la casilla número trece en dicha lista. En la siguiente el álbum se posiciona en la casilla número trece en dicha lista. Y en la lista semanal 10 al 16 de marzo, el álbum se posiciona como número veinte. En la semana que abarca del 14 al 20 de mayo el álbum re-ingresa en la casilla número veinte. Y en la posterior semana 20 - Grandes éxitos sube y se ubica como número dieciocho en el top en español.
Mientras que en la lista general de álbumes más vendidos debutó número veinticuatro. Posteriormente el álbum cae a la posición número treinta, y cuarenta respectivamente. En sus dos posteriores semanas el álbum se posiciona en la casilla número cuarenta y tres, y cuarenta dos respectivamente. En las últimas dos semanas del 2013, 20 - Grandes éxitos en México se ubica como número cincuenta y cuatro, y cincuenta y uno. A sus posteriores cinco semanas se ubica en el top 50 de lo más vendido en México. Pausini ofreció una firma de autógrafos como fin promocionar. Gracias a esto, 20 - Grandes éxitos se posiciona como número cuatro en el Top 20 en la categoría de los discos más vendidos en idioma español, y por ende número doce en Top 100, mejorando así su «Peak position». A la siguiente semana el disco se ubica como número veintiocho y posteriormente número cuarenta y seis. Posteriormente en sus siete semanas siguientes el 20 - Grandes éxitos se mantiene en el Top 100 sin salir de las listas de éxitos de Amprofon, posicionándose durante veinticuatro semanas. En la primera semana de noviembre del 2014, 20 - Grandes éxitos logra certificar disco de oro en México por superar las 30 000 copias vendidas. En la semana que abarca del veintidós al veintiocho de septiembre, la reedición del álbum se posiciona como número diez, mejorando así su mejor posición en México. En total el álbum durante el 2013 y 2014 se ubicó durante 40 semanas en el top 100 y se encasilló como número cuarenta en la lista anual del 2014.
En Estados Unidos, el álbum se posicionó como número cuatro en la lista de Latin Pop Albums, donde se estableció durante veinte semanas en dicha lista, y en la categoría de Top Latin Albums ingresó como número catorce y se posicionó durante diez semanas.

## Sencillos

### «Limpio»

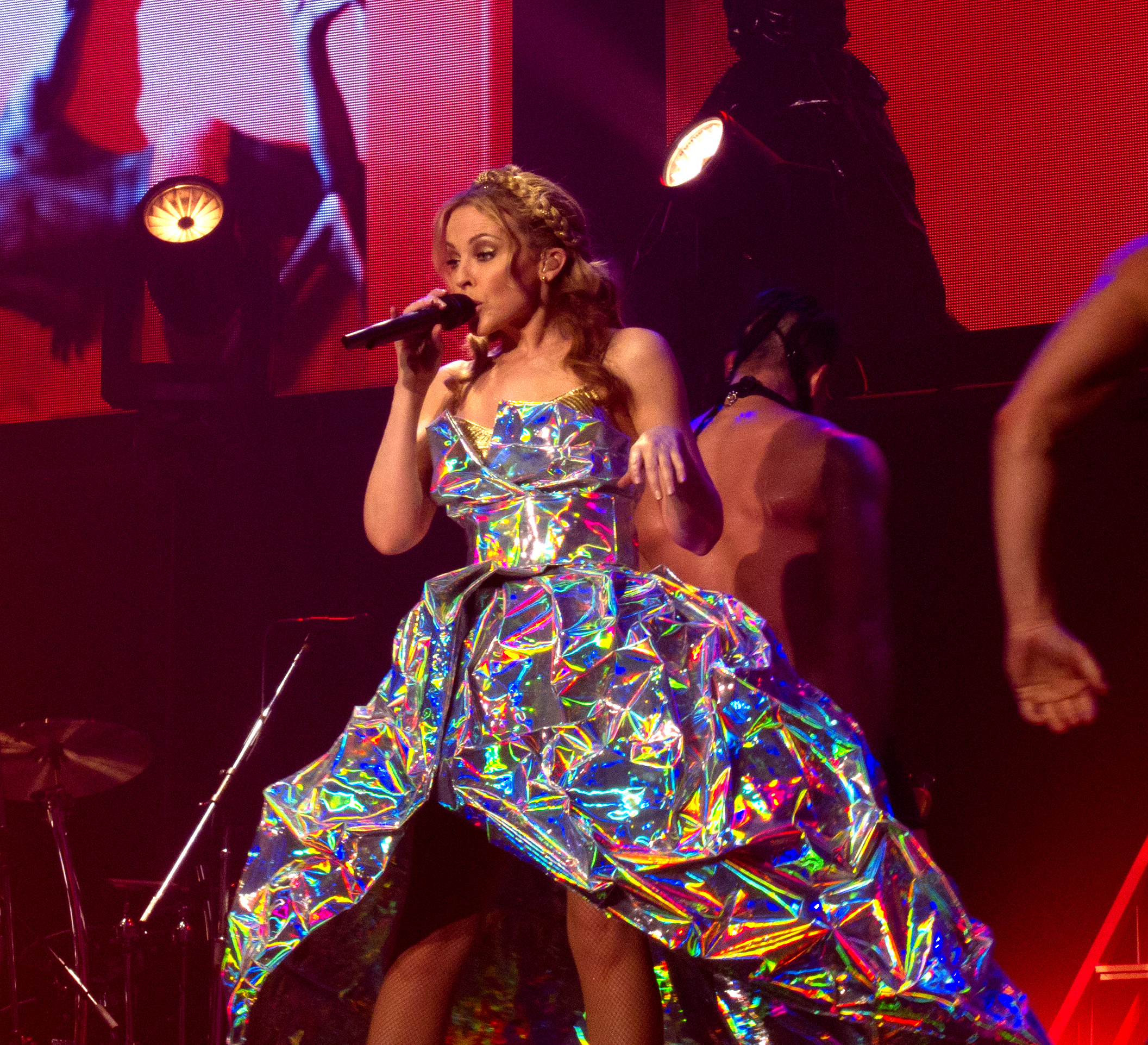
Kylie Minogue junto a Pausini interpretan en el primer sencillo del álbum «Limpio».

El 10 de septiembre se pública el nuevo sencillo de 20 - The Greatest Hits, titulado «Limpio/Limpido» como sencillo primer sencillo que anticipa la salida del álbum. junto a la cantante australiana Kylie Minogue. El sencillo para Europa cuenta con la versión en idioma italiano e inglés, mientras que para América Latina el sencillo fue en versión espanglish. El 22 de octubre son vendidas 1 000 copias en forma de disco de vinilo.
Dicho sencillo fue lanzando en formato digital en los sitios de Amazon e iTunes. Logró posicionarse rápidamente como número uno en Italia en los portales digitales iTunes y Amazon. En la lista semanal del Top Digital Download también logró posicionarse como número uno. Y logró certificar disco de oro en Italia por más de 15 000 copias vendidas.

### «Se non te»
El día 4 de noviembre se publicó el segundo sencillo del álbum para Italia, el cual es titulado «Se non te». 
El vídeo oficial se publicó en el canal oficial de la Warner Music Italy en YouTube, el vídeo cuenta la historia de los padres de Pausini, sus comienzos y los de Pausini.
La música está compuesta por Laura Pausini y Paolo Carta, el texto está escrito por Laura Pausini y Niccolò Agliardi; la adaptación en español fue hecha por Jorge Ballesteros.
«Se non te» logró posicionarse en la posición n.º 8 en el Top Digital Download.

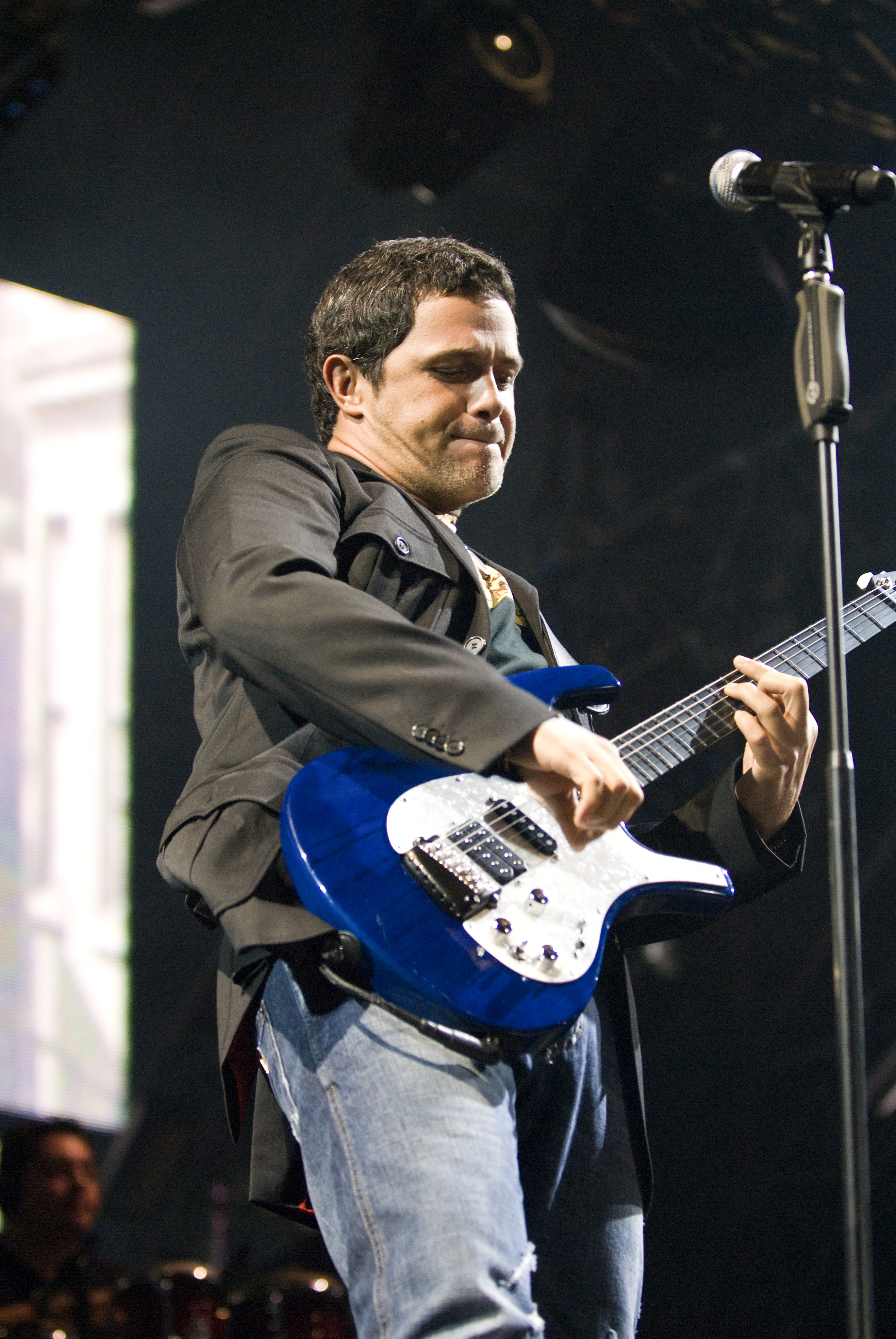
Alejandro Sanz prestó la voz para cantar a dúo «Víveme», segundo sencillo para América y España.

El 26 de agosto se publicó como primer sencillo de la reedición de 20 - Grandes éxitos para América Latina y Estados Unidos «Sino a ti» junto a la cantante mexicana Thalía.

### «Víveme»
Después del exitoso lanzamiento de su nuevo álbum, colocándose en los primeros lugares de ventas, Laura Pausini presenta en México el segundo sencillo que se desprende de 20 - Grandes éxitos sorprendiéndonos con «Víveme», un tema que se ha trasformado en una nueva versión a dúo con Alejandro Sanz, una de las más queridas y reconocidas voces españolas.
«Víveme» es una canción escrita por el italiano Biagio Antonacci, forma parte de este álbum que celebra los veinte años de carrera artística de Pausini. El sencillo logra un número nueve en la categoría de Latin Pop Songs de la revista Billboard en los Estados Unidos.
En España, la canción se estableció como número veinte en la lista semanal de Top 50 Radio e igualmente número veinte en el top de Canciones Top 50 que es la lista de las canciones más vendidas en formato digital en dicho país.
En Chile la canción se logra posicionar como número uno en el Top 10 radio mientras que en la lista general de Chile Top 100 Singles se posicionó como número cuarenta y tres. En Colombia, «Víveme» logra ser un suceso en las listas radiales, posicionándose entre las canciones más sonadas en dicho país. Y en México, «Víveme» se posicionó como número dos en México Spanish Airplay, número nueve en el top general de Radiodifusión en México y número cuatro en la lista de Monitor Latino.

### «Se fue»
«Se fue» fue escogida como tercer sencillo del álbum para Estados Unidos, Puerto Rico y Centroamérica. Esta vez en una nueva versión y junto a Marc Anthony, «Se fue» se logra posicionar como número uno en la lista de Top 10 de Madrid Actual en España. En los Estados Unidos se logró posicionar en la casilla veinticinco en la categoría de Hot Latin Songs, en Latin Airplay como número quince y en Latin Pop Songs logró su mejor posición como número seis. También ingresó en las listas de Tropicales en Estados Unidos. En Billboard en la categoría de Tropical Airplay posicionándose como número diez, mientras que en Monitor Latino Tropical fue número dos. En República Dominicana se posiciona en la casilla número cinco.

## Premios y nominaciones
| Año  | Premios            | Categoría           | Resultado | Ref.    |
| ---- | ------------------ | ------------------- | --------- | ------- |
| 2014 | World Music Awards | Mejor álbum mundial | Pendiente | [ 152 ] |

## Lista de canciones

### Versión en español

#### 20 - Grandes éxitos- CD 1
| Standard edition | |                                                |          |  |
| N.º              | Título | Letras                                         | Duración |  |
| 1.               | «Ramaya» |                                                | 0:25     |  |
| 2.               | «La soledad» (dúo con Ennio Morricone (versión 2013)                                                             | Cavalli, Cremonesi, Badia, Valsiglio           | 5:03     |  |
| 3.               | «Se fue» (dúo con Marc Anthony (versión 2013)                                                                    | Cavalli, Cremonesi, Badia, Valsiglio           | 4:31     |  |
| 4.               | «Gente» (Versión 2013)                                                                                           | Cheope, Marati, Badia, Valsiglio               | 3:48     |  |
| 5.               | «Amores extraños» (Versión 2013)                                                                                 | Cheope, Marati, Tanini, Badia, Valsiglio, Buti | 4:58     |  |
| 6.               | «Inolvidable» (Versión 2013)                                                                                     | Cheope, Badia, Carella, Baldoni, De Stefani    | 3:59     |  |
| 7.               | «Las cosas que vives/Tudo o que eu vivo» (dúo con Ivete Sangalo (versión 2013))                                  | Cheope, Badia, Rabello, Baldoni, De Stefani    | 4:42     |  |
| 8.               | «En ausencia de ti» (Versión 2013)                                                                               | Laura Pausini, Cheope, Badia, Galbiati         | 3:48     |  |
| 9.               | «One more time»                                                                                                  | Marx                                           | 4:21     |  |
| 10.              | «Entre tú y mil mares» (Versión 2013)                                                                            | Antonacci, Badia                               | 4:17     |  |
| 11.              | «Every Day Is a Monday» (Versión remasterizada)                                                                  | Carlsson, Thomson                              | 3:05     |  |
| 12.              | «Volveré junto a ti» (Versión 2013)                                                                              | Pausini, Cheope, Badia, Vuletic                | 4:00     |  |
| 13.              | «Surrender» (Versión 2013)                                                                                       | DeViller, Hosein, Smith, Anderson              | 4:47     |  |
| 14.              | «Víveme» (dúo con Alejandro Sanz (versión 2013))                                                                 | Antonacci, Pausini, Badia                      | 3:54     |  |
| 15.              | «Como si no nos hubiéramos amado» (Versión remasterizada)                                                        | Pausini, Cheope, León Tristán, Vuletic         | 3:58     |  |
| 16.              | «Me abandono a ti» (Versión remasterizada)                                                                       | Madonna, Nowels, Pausini                       | 4:41     |  |
| 17.              | «Prendo te» (Versión 2013)                                                                                       | Pausini                                        | 2:10     |  |
| 18.              | «You'll Never Find Another Love Like Mine» (En vivo con Michael Bublé en 2005 en el Teatro Wiltern, Los Ángeles) | Gamble, Huff                                   | 3:42     |  |

#### 20 - Grandes éxitos- CD 2
| Standard edition |                                                                                         |                                                                  |          |  |
| N.º              | Título                                                                                  | Letras                                                           | Duración |  |
| 1.               | «She (Uguale a lei)» (Versión 2013)                                                     | Aznavour, Kretzmer, Pausini                                      | 3:08     |  |
| 2.               | «Surrender to Love» (dúo con Ray Charles)                                               | Hilden, Walden                                                   | 4:11     |  |
| 3.               | «Disparáme dipara» (Versión remasterizada)                                              | Samuele Bersani, Lucio Dalla, Pausini, Ortiz, Giuseppe d'Onghia  | 4:10     |  |
| 4.               | «Vive ya (Vivere)» (dúo con Andrea Bocelli)                                             | Trovato, Anastasio, Valli, Ballesteros                           | 4:19     |  |
| 5.               | «Te amaré» (dúo con Miguel Bosé)                                                        | Bosé, Calderón                                                   | 5:23     |  |
| 6.               | «Ascolta il tuo cuore» (En vivo en el año 2007 en el Estadio Giuseppe Meazza, Milán)    | Cheope, Pausini, V. Mastrofrancesco, A. Mastrofrancesco, Cohiba. | 4:17     |  |
| 7.               | «Paris au mois d'août» (dúo con Charles Aznavour)                                       | Georges Garvarentz, Aznavour                                     | 3:39     |  |
| 8.               | «En cambio no» (Versión remasterizada)                                                  | Pausini, Agliardi, Ignacio Ballesteros, Carta                    | 3:54     |  |
| 9.               | «Primavera anticipada (It Is My Song)» (Versión remasterizada)                          | Pausini, Cheope, Blunt, Ballesteros, Vuletic                     | 3:28     |  |
| 10.              | «Con la música en la radio» (Versión 2013)                                              | Pausini, Cheope, Ballesteros, Vuletic                            | 4:56     |  |
| 11.              | «Un'emergenza d'amore» (En vivo en 2009 en el Lincoln Center, Nueva York)               | Pausini, Cheope, Pacciani, Buffat                                | 4:10     |  |
| 12.              | «Jamás abandoné» (Versión remasterizada)                                                | Pausini, Agliardi, Jorge Ballesteros, Carta                      | 3:23     |  |
| 13.              | «Bienvenido» (Versión remasterizada)                                                    | Pausini, Agliardi, Ballesteros, Carta                            | 3:57     |  |
| 14.              | «Así celeste» (Versión remasterizada)                                                   | Pausini, Dati, Orlandi, Ballesteros                              | 4:02     |  |
| 15.              | «Paola»                                                                                 | Paola Carta                                                      | 0:06     |  |
| 16.              | «Resta in ascolto/Escucha atento» (En vivo desde 2012 en el Royal Albert Hall, Londres) | Pausini, Cheope, Badia, Vuletic                                  | 3:31     |  |
| 17.              | «Dónde quedó solo yo»                                                                   | Pausini, Simonelli, Ballesteros                                  | 3:37     |  |
| 18.              | «Limpio» (Versión solitario)                                                            | Pausini, Simonelli, Ballesteros                                  | 3:27     |  |
| 19.              | «Sino a ti»                                                                             | Pausini, Agliardi, Carta, Ballesteros                            | 4:05     |  |
| 20.              | «Limpio» (dúo con Kylie Minogue)                                                        | Pausini, Simonelli, Ballesteros                                  | 3:27     |  |

### Versión en español (reedición)

#### 20 - Grandes éxitos- CD 1
| Standard edition | |                                                |          |  |
| N.º              | Título | Letras                                         | Duración |  |
| 1.               | «Ramaya» |                                                | 0:25     |  |
| 2.               | «La soledad» (dúo con Ennio Morricone (versión 2013))                                                            | Cavalli, Cremonesi, Badia, Valsiglio           | 5:03     |  |
| 3.               | «Se fue» (dúo con Marc Anthony (versión 2013))                                                                   | Cavalli, Cremonesi, Badia, Valsiglio           | 4:31     |  |
| 4.               | «Gente» (Versión 2013)                                                                                           | Cheope, Marati, Badia, Valsiglio               | 3:48     |  |
| 5.               | «Amores extraños» (Versión 2013)                                                                                 | Cheope, Marati, Tanini, Badia, Valsiglio, Buti | 4:58     |  |
| 6.               | «Inolvidable» (Versión 2013)                                                                                     | Cheope, Badia, Carella, Baldoni, De Stefani    | 3:59     |  |
| 7.               | «Las cosas que vives/Tudo o que eu vivo» (dúo con Ivete Sangalo (versión 2013))                                  | Cheope, Badia, Rabello, Baldoni, De Stefani    | 4:42     |  |
| 8.               | «It's not goodbye» (Versión 2013)                                                                                | Laura Pausini, Cheope, Peiken, Galbiati        | 3:48     |  |
| 9.               | «One more time»                                                                                                  | Marx                                           | 4:21     |  |
| 10.              | «Entre tú y mil mares» (Versión 2013) (dúo con Melendi))                                                         | Antonacci, Badia                               | 4:17     |  |
| 11.              | «Every Day Is a Monday» (Versión remasterizada)                                                                  | Carlsson, Thomson                              | 3:05     |  |
| 12.              | «Volveré junto a ti» (Versión 2013)                                                                              | Pausini, Cheope, Badia, Vuletic                | 4:00     |  |
| 13.              | «Surrender» (Versión 2013)                                                                                       | DeViller, Hosein, Smith, Anderson              | 4:47     |  |
| 14.              | «Víveme» (dúo con Alejandro Sanz (versión 2013))                                                                 | Antonacci, Pausini, Badia                      | 3:54     |  |
| 15.              | «Como si no nos hubiéramos amado» (Versión remasterizada)                                                        | Pausini, Cheope, León Tristán, Vuletic         | 3:58     |  |
| 16.              | «Me abandono a ti» (Versión remasterizada)                                                                       | Madonna, Nowels, Pausini                       | 4:41     |  |
| 17.              | «Prendo te» (Versión 2013)                                                                                       | Pausini                                        | 2:10     |  |
| 18.              | «You'll Never Find Another Love Like Mine» (En vivo con Michael Bublé en 2005 en el Teatro Wiltern, Los Ángeles) | Gamble, Huff                                   | 3:42     |  |

#### 20 - Grandes éxitos- CD 2
| Standard edition |                                                                                         |                                                                  |          |  |
| N.º              | Título                                                                                  | Letras                                                           | Duración |  |
| 1.               | «She (Uguale a lei)» (Versión 2013)                                                     | Aznavour, Kretzmer, Pausini                                      | 3:08     |  |
| 2.               | «Surrender to Love» (dúo con Ray Charles)                                               | Hilden, Walden                                                   | 4:11     |  |
| 3.               | «Disparáme dipara» (Versión remasterizada)                                              | Samuele Bersani, Lucio Dalla, Pausini, Ortiz, Giuseppe d'Onghia  | 4:10     |  |
| 4.               | «Vive ya (Vivere)» (dúo con Andrea Bocelli)                                             | Trovato, Anastasio, Valli, Ballesteros                           | 4:19     |  |
| 5.               | «Te amaré» (dúo con Miguel Bosé)                                                        | Bosé, Calderón                                                   | 5:23     |  |
| 6.               | «Ascolta il tuo cuore» (En vivo en el año 2007 en el Estadio Giuseppe Meazza, Milán)    | Cheope, Pausini, V. Mastrofrancesco, A. Mastrofrancesco, Cohiba. | 4:17     |  |
| 7.               | «Paris au mois d'août» (dúo con Charles Aznavour)                                       | Georges Garvarentz, Aznavour                                     | 3:39     |  |
| 8.               | «En cambio no» (Versión remasterizada)                                                  | Pausini, Agliardi, Ignacio Ballesteros, Carta                    | 3:54     |  |
| 9.               | «Primavera anticipada (It Is My Song)» (Versión remasterizada)                          | Pausini, Cheope, Blunt, Ballesteros, Vuletic                     | 3:28     |  |
| 10.              | «Con la música en la radio» (Versión 2013)                                              | Pausini, Cheope, Ballesteros, Vuletic                            | 4:56     |  |
| 11.              | «Un'emergenza d'amore» (En vivo en 2009 en el Lincoln Center, Nueva York)               | Pausini, Cheope, Pacciani, Buffat                                | 4:10     |  |
| 12.              | «Jamás abandoné» (Versión remasterizada)                                                | Pausini, Agliardi, Jorge Ballesteros, Carta                      | 3:23     |  |
| 13.              | «Bienvenido» (Versión remasterizada)                                                    | Pausini, Agliardi, Ballesteros, Carta                            | 3:57     |  |
| 14.              | «Así celeste» (Versión remasterizada)                                                   | Pausini, Dati, Orlandi, Ballesteros                              | 4:02     |  |
| 15.              | «Paola»                                                                                 | Paola Carta                                                      | 0:06     |  |
| 16.              | «Resta in ascolto/Escucha atento» (En vivo desde 2012 en el Royal Albert Hall, Londres) | Pausini, Cheope, Badia, Vuletic                                  | 3:31     |  |
| 17.              | «Dónde quedó solo yo» (dúo con Álex Ubago)                                              | Pausini, Simonelli, Ballesteros                                  | 3:37     |  |
| 18.              | «Limpio» (Versión solitario)                                                            | Pausini, Simonelli, Ballesteros                                  | 3:27     |  |
| 19.              | «Sino a ti» (dúo con Thalía)                                                            | Pausini, Agliardi, Carta, Ballesteros                            | 4:05     |  |
| 20.              | «Limpio» (dúo con Kylie Minogue)                                                        | Pausini, Simonelli, Ballesteros                                  | 3:27     |  |

### Versión en italiano

#### 20 - The Greatest Hits- CD 1
| Standard edition | |                                                |          |  |
| N.º              | Título | Letras                                         | Duración |  |
| 1.               | «Ramaya» |                                                | 0:25     |  |
| 2.               | «La solitudine» (dúo con Ennio Morricone (versión 2013)                                                          | Cavalli, Cremonesi, Badia, Valsiglio           | 5:03     |  |
| 3.               | «Non c'è/Se fue» (dúo con Marc Anthony (versión 2013))                                                           | Cavalli, Cremonesi, Badia, Valsiglio           | 4:31     |  |
| 4.               | «Gente» (Versión 2013)                                                                                           | Cheope, Marati, Badia, Valsiglio               | 3:48     |  |
| 5.               | «Strani amori» (Versión 2013)                                                                                    | Cheope, Marati, Tanini, Badia, Valsiglio, Buti | 4:58     |  |
| 6.               | «Incancellabile» (Versión 2013)                                                                                  | Cheope, Badia, Carella, Baldoni, De Stefani    | 3:59     |  |
| 7.               | «Le cose che vivi/Tudo o que eu vivo» (dúo con Ivete Sangalo (versión 2013))                                     | Cheope, Badia, Rabello, Baldoni, De Stefani    | 4:42     |  |
| 8.               | «In assenza di te» (Versión 2013)                                                                                | Laura Pausini, Cheope, Badia, Galbiati         | 3:48     |  |
| 9.               | «One more time»                                                                                                  | Marx                                           | 4:21     |  |
| 10.              | «Tra te e il mare» (Versión 2013)                                                                                | Antonacci, Badia                               | 4:17     |  |
| 11.              | «Every Day Is a Monday» (Versión remasterizada)                                                                  | Carlsson, Thomson                              | 3:05     |  |
| 12.              | «E ritorno da te» (Versión 2013)                                                                                 | Pausini, Cheope, Badia, Vuletic                | 4:00     |  |
| 13.              | «Surrender» (Versión 2013)                                                                                       | DeViller, Hosein, Smith, Anderson              | 4:47     |  |
| 14.              | «Vivimi/Víveme» (dúo con Alejandro Sanz (versión 2013))                                                          | Antonacci, Pausini, Badia                      | 3:54     |  |
| 15.              | «Come se non fosse stato mai amore» (Versión remasterizada)                                                      | Pausini, Cheope, León Tristán, Vuletic         | 3:58     |  |
| 16.              | «Mi abbandono a te» (Versión remasterizada)                                                                      | Madonna, Nowels, Pausini                       | 4:41     |  |
| 17.              | «Prendo te» (Versión 2013)                                                                                       | Pausini                                        | 2:10     |  |
| 18.              | «You'll Never Find Another Love Like Mine» (En vivo con Michael Bublé en 2005 en el Teatro Wiltern, Los Ángeles) | Gamble, Huff                                   | 3:42     |  |

#### 20 - The Greatest Hits- CD 2
| Standard edition |                                                                                         |                                                                  |          |  |
| N.º              | Título                                                                                  | Letras                                                           | Duración |  |
| 1.               | «She (Uguale a lei)» (Versión 2013)                                                     | Aznavour, Kretzmer, Pausini                                      | 3:08     |  |
| 2.               | «Surrender to Love» (dúo con Ray Charles)                                               | Hilden, Walden                                                   | 4:11     |  |
| 3.               | «Io canto/Je chante» (dúo con Lara Fabian (versión 2013))                               | Marco Luberti, Jean-Pierre Lemaire                               | 4:10     |  |
| 4.               | «Dare to Live (Vivere)» (dúo con Andrea Bocelli)                                        | Trovato, Anastasio, Valli, Finard                                | 4:19     |  |
| 5.               | «Te amaré» (dúo con Miguel Bosé)                                                        | Bosé, Calderón                                                   | 5:23     |  |
| 6.               | «Ascolta il tuo cuore» (En vivo en el año 2007 en el Estadio Giuseppe Meazza, Milán)    | Cheope, Pausini, V. Mastrofrancesco, A. Mastrofrancesco, Cohiba. | 4:17     |  |
| 7.               | «Paris au mois d'août» (dúo con Charles Aznavour)                                       | Georges Garvarentz, Aznavour                                     | 3:39     |  |
| 8.               | «Invece no» (Versión remasterizada)                                                     | Pausini, Agliardi, Ignacio Ballesteros, Carta                    | 3:54     |  |
| 9.               | «Primavera in anticipo (It Is My Song)» (Versión remasterizada)                         | Pausini, Cheope, Blunt, Ballesteros, Vuletic                     | 3:28     |  |
| 10.              | «Con la música alla radio» (Versión 2013)                                               | Pausini, Cheope, Ballesteros, Vuletic                            | 4:56     |  |
| 11.              | «Un'emergenza d'amore» (En vivo en 2009 en el Lincoln Center, Nueva York)               | Pausini, Cheope, Pacciani, Buffat                                | 4:10     |  |
| 12.              | «Non ho mai smesso» (Versión remasterizada)                                             | Pausini, Agliardi, Jorge Ballesteros, Carta                      | 3:23     |  |
| 13.              | «Benvenuto» (Versión remasterizada)                                                     | Pausini, Agliardi, Ballesteros, Carta                            | 3:57     |  |
| 14.              | «Celeste» (Versión remasterizada)                                                       | Pausini, Dati, Orlandi, Ballesteros                              | 4:02     |  |
| 15.              | «Paola»                                                                                 | Paola Carta                                                      | 0:06     |  |
| 16.              | «Resta in ascolto/Escucha atento» (En vivo desde 2012 en el Royal Albert Hall, Londres) | Pausini, Cheope, Badia, Vuletic                                  | 3:31     |  |
| 17.              | «Dove resto solo io»                                                                    | Pausini, Simonelli, Ballesteros                                  | 3:37     |  |
| 18.              | «Límpido» (Versión en solitario)                                                        | Pausini, Simonelli, Ballesteros                                  | 3:27     |  |
| 19.              | «Se non te»                                                                             | Pausini, Agliardi, Carta, Ballesteros                            | 4:05     |  |
| 20.              | «Límpido» (dúo con Kylie Minogue)                                                       | Pausini, Simonelli, Ballesteros                                  | 3:27     |  |

## Posicionamiento en las listas musicales
|                            | América Latina                                 | 1  |
| Top 150 - Éxitos musicales | 6                                              |    |
| Bélgica                    | Ultratop 200 Flandes                           | 39 |
| Bélgica                    | Ultratop 200 Valonia                           | 12 |
| Brasil                     | Brazil Top 5                                   | 2  |
| Chile                      | Top 10                                         | 7  |
| Croacia                    | Toplista 40 Croacia                            | 2  |
| Eslovenia                  | Slo top 30                                     | 10 |
| España                     | Álbumes Top 100                                | 6  |
| Estados Unidos             | Top Latin Albums (Versión española e italiana) | 14 |
| Estados Unidos             | Top Latin Albums (Versión española)            | 16 |
| Estados Unidos             | Latin Pop Albums (Versión española e italiana) | 4  |
| Estados Unidos             | Latin Pop Albums(Versión española)             | 5  |
| Estados Unidos             | World Albums                                   | 7  |
| Estados Unidos             | Amazon Latin Pop                               | 1  |
| Francia                    | SNEP — Albums Physiques                        | 41 |
| Francia                    | Francia Top 200                                | 47 |
| Hungría                    | Top 40 álbum — lista                           | 32 |
| Italia                     | Classifiche Albums Top 100                     | 1  |
| México                     | Top 100 — (reedición)                          | 10 |
| México                     | Amprofon top 100                               | 12 |
| México                     | Amprofon top 20 en español                     | 4  |
| México                     | Top en Español                                 | 4  |
|                            | Media Traffic                                  | 17 |
| Países Bajos               | Dutch Álbum Top 100                            | 53 |
| Perú                       | Phantom Music Store                            | 18 |
| Perú                       | Más vendidos Tienda Virtual                    | 10 |
| Suiza                      | Schweizer Hitparade Alben Top 100              | 8  |
| Suiza                      | Schweizer Romandía - Hitparade Albums Top 50   | 9  |
| Venezuela                  | Recordland Top 40                              | 3  |

| Italia | I 100 álbum più venduti | 8 |

| País    | Lista                   | Posición |      |      |      |      |      |
| 2013    | 2013                    | 2013     | 2013 | 2013 | 2013 | 2013 | 2013 |
| ------- | ----------------------- | -------- | ---- | ---- | ---- | ---- | ---- |
| Italia  | Classifica FIMI Album   | 9        |      |      |      |      |      |
| 2014    |                         |          |      |      |      |      |      |
| Bélgica | Valona Rapports Annuels | 87       |      |      |      |      |      |
| Brasil  | Vendas De Albuns Brasil | 98       |      |      |      |      |      |
| Italia  | Classifica FIMI Album   | 18       |      |      |      |      |      |
| México  | Top 100 General         | 45       |      |      |      |      |      |
| México  | Top 20                  | 19       |      |      |      |      |      |

## Certificaciones
| Territorio | Organismo certificador | Certificación | Ventas certificadas | Simbolización | Ref.                   |
| ---------- | ---------------------- | ------------- | ------------------- | ------------- | ---------------------- |
| Brasil     | ABPD                   | —             | 20 000              | —             | [ 95 ] [ 179 ] [ 183 ] |
| España     | Promusicae             | Oro           | 20 000              | ●             | [ 184 ] [ 185 ]        |
| Francia    | SNEP                   | —             | 11 800              | —             | [ 186 ]                |
| Italia     | FIMI                   | 3x Platino    | 170 000             | 3▲            | [ 64 ]                 |
| México     | Amprofon               | Oro           | 30 000              | ●             | [ 187 ]                |
| Suiza      | IFPI — Suiza           | Oro           | 10 000              | ●             | [ 72 ]                 |

## Sucesión en las listas
| Predecesor: Senza paura de Giorgia | Italian Albums — Álbum número uno 11 de noviembre de 2013 — 17 de noviembre de 2013 | Sucesor: 20 - The Greatest Hits de Laura Pausini |